# Маллес-Веноста
Маллес-Веноста (итал. Malles Venosta) — коммуна в Италии, располагается в регионе Трентино — Альто-Адидже, в провинции Больцано.
Население составляет 4938 человек (2008 г.), плотность населения составляет 20 чел./км². Занимает площадь 246 км². Почтовый индекс — 39024. Телефонный код — 0473.
В коммуне 15 августа особо празднуется Успение Пресвятой Богородицы.

## Демография
Динамика населения:

## Администрация коммуны
- Официальный сайт: http://www.comune.malles.bz.it